# Kán (keresztnév)
A Kán török eredetű régi magyar személynév, ami a kán méltóságnévből ered. Az ótörök qayan jelentése fejedelem, kagán.

## Gyakorisága
Az 1990-es években szórványos név, a 2000-es években nem szerepel a 100 leggyakoribb férfinév között.

## Névnapok
- március 10.[2]
- május 29.[2]